# Florinda coccinea
Genre
Synonymes
- Linyphiella Banks, 1905

Espèce
Synonymes
- Linyphia coccinea Hentz, 1850
- Florinda mirifica O. Pickard-Cambridge, 1896
- Linyphia vicina Franganillo, 1926
- Linyphia humilis Franganillo, 1926

Florinda coccinea, unique représentant du genre Florinda, est une espèce d'araignées aranéomorphes de la famille des Linyphiidae.

## Distribution
Cette espèce se rencontre aux États-Unis, au Mexique et aux Antilles.

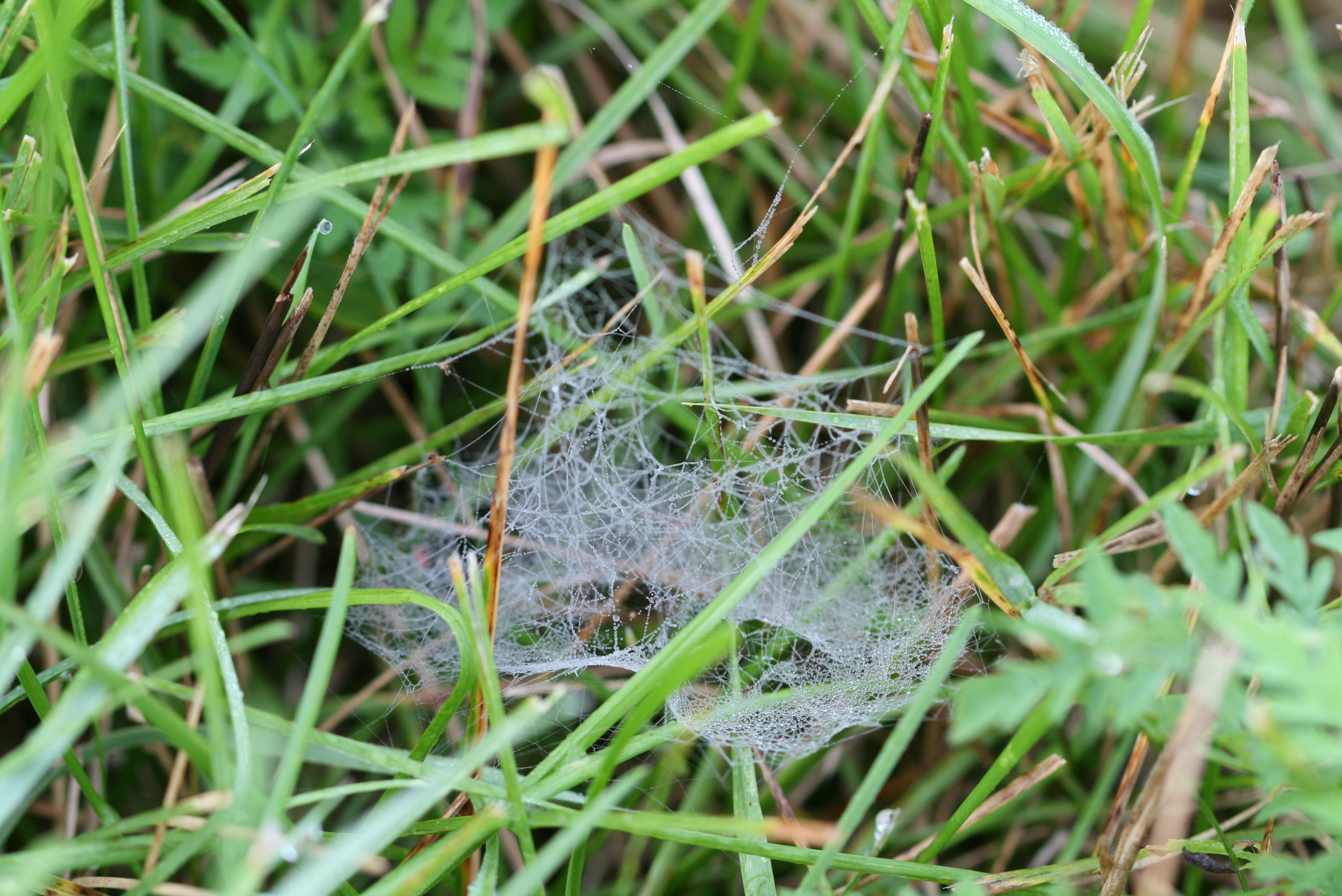
toile

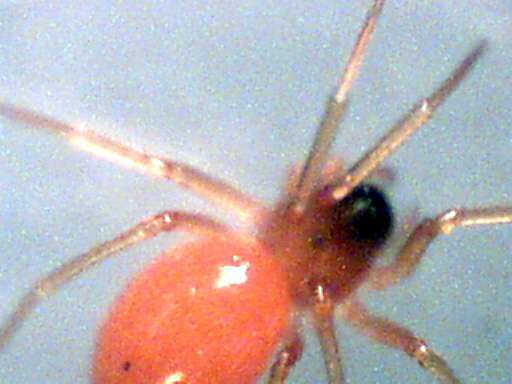
Florinda coccinea

## Publications originales
- Hentz, 1850 : Descriptions and figures of the araneides of the United States. Boston Journal of Natural History, vol. 6, p. 18-35 & 271-295.
- O. Pickard-Cambridge, 1896 : Arachnida. Araneida. Biologia Centrali-Americana, Zoology. London, vol. 1, p. 161-224.